# Nevado del Quindío
El Nevado del Quindío, també conegut com a Paramillo del Quindío, és un volcà inactiu situat a la serralada Central, una secció de la gran serralada dels Andes al centre de Colòmbia. El cim s'eleva fins als 4.760 msnm i és un dels cims més alts del Parc Nacional Natural Los Nevados, on es troben els Nevados del Ruiz, del Tolima, de Santa Isabel i el Cisne. No hi ha registres històrics de cap erupció. Les glaceres de la muntanya han disminuït de manera considerable els darrers anys a causa de l'escalfament global.
El botànic i naturalista Alexander von Humboldt va visitar la zona el 1801, descrivint noves espècies com el frailejón.